# 茹昂西
茹昂西（法語：Jouancy，法語發音：[ʒwɑ̃si]）是法国勃艮第-弗朗什-孔泰大区约讷省的一个市镇，属于阿瓦隆区。

## 地理
茹昂西（47°40'58"N, 4°2'1"E）面积5.94 平方千米，位于法国勃艮第-弗朗什-孔泰大區约讷省，该省份为法国中北部内陆省份，西接卢瓦雷省，西北接塞纳-马恩省，南至涅夫勒省，东临科多尔省，东北与奥布省接壤。
与茹昂西接壤的市镇（或旧市镇、城区）包括：桑西、格里莫、努瓦耶、萨里。

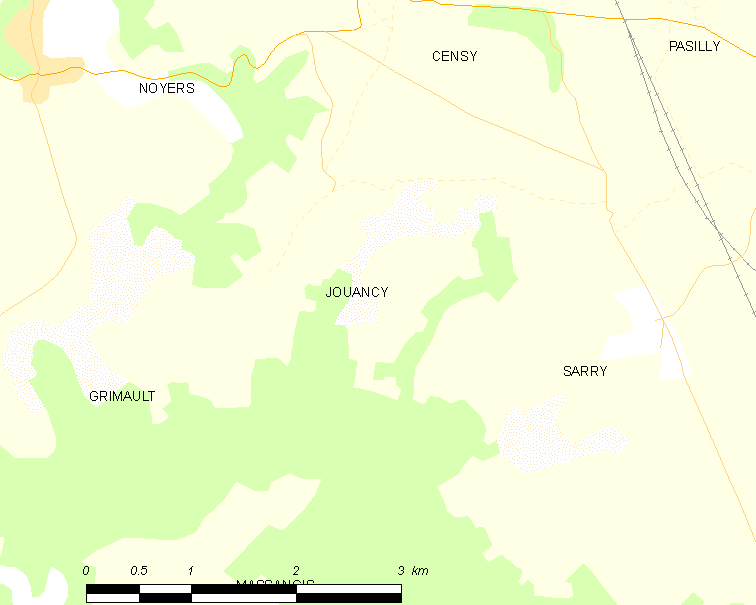
茹昂西的OSM定位图

茹昂西的时区为UTC+01:00、UTC+02:00（夏令时）。

## 行政
茹昂西的邮政编码为89310，INSEE市镇编码为89207。

## 政治
茹昂西所属的省级选区为沙布利县。

## 人口

1962-2008年间茹昂西人口变化图示

茹昂西于2022年1月1日时的人口数量为28人。